# خداحافظ امانوئل
این فیلم اقتباسی از کتاب امانوئل (رمان) است.
خداحافظ امانوئل (به انگلیسی: Goodbye Emmanuelle) که با نام مستعار «امانوئل ۳» نیز شناخته می‌شود؛ یک فیلم در ژانر درام، رومانتیک و شهوانی به کارگردانی فرانسوا لتریر محصول سال ۱۹۷۷ فرانسه می‌باشد. از بازیگرانی که دراین فیلم به ایفای نقش پرداخته‌اند می‌توان به سیلویا کریستل، اومبرتو اورسینی، ژان پیر بوویه، الکساندرا استوارت، اولگا ژرژ-پیکو، شارلوت الکساندرا، ژاک دونیول-والکروز اشاره کرد. موسیقی متن فیلم نیز از سرژ گنسبور است.
تولید «خداحافظ امانوئل» به عنوان آخرین سه‌گانه با بازی سیلویا کریستل، شامل امانوئل (۱۹۷۴) و امانوئل ۲ (۱۹۷۵) در نظر گرفته شد؛ هر چند که در ادامه به دلیل استقبال فراوان، چهار دنباله سینمایی دیگر مابین سالهای ۱۹۸۴–۱۹۹۲برای آن ساخته شد؛ اما سیلویا کریستل تنها در امانوئل ۴ تولید ۱۹۸۴ و همچنین آخرین فیلم به نام «امانوئل در بهشت هفتم» تولید سال ۱۹۹۲ مجدداً به ایفای نقش پرداخت.
این فیلم به صورت کامل در کوچکترین کشور آفریقا یعنی جزیره سیشل در آب‌های اقیانوس هند فیلمبرداری گردید؛ و در سال ۱۹۷۷ توسط کمپانی پارافرانس و وارنر کلمبیا فیلم منتشر شد. این فیلم در سال ۱۹۸۰ توسط کمپانی میرامکس فیلم در ایالات متحده توزیع گردید.

## داستان فیلم
«امانوئل» و همسر معمارش «ژان» برای کار و زندگی به جزیره زیبا و محصور کننده سیشل می‌روند؛ و در ادامه سبک زندگی جالب خود، با کارگردانی به نام «گریگوری پرین» که به دنبال محل فیلمبرداری برای کار جدید خود است؛ آشنا می‌شوند. پرین ابتدا از رابطه بازبین امانوئل و ژان، تعجب می‌کند؛ و بخاطر این تضاد فکری، رابطه جنسی او با امانوئل در ابتدا رو به سردی می‌گراید؛ اما رفته رفته آنها دلباخته و عاشق هم می‌شوند؛ و سکس پر حرارتی را در دریای جزیره پراسلین تجربه می‌کنند. در ادامه و هنگامی که امانوئل متوجه علائمی از حسادت ژان به پرین می‌شود، با ترک موقت ژان، رابطه ای جدیدی را با پرین در فرانسه دنبال می‌کند.